# Artikulace (hudba)

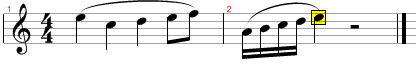
Zaznačení artikulace (legata) v notovém zápisu

Artikulace je v hudební teorii způsob, jakým po sobě následují tóny hudební skladby. Ty mohou být spojovány (legato, legatissimo), nebo naopak oddělovány (tenuto, non legato, staccato). Na jednotlivých hudebních nástrojích je toho dosahováno různými technikami, na smyčcových je kupříkladu vázanosti (tedy legata) dosaženo nepřerušením tahu smyčcem. Artikulace bývá někdy zapsána i do notového zápisu, kupříkladu legato obloučkem nad hudebními linkami, extrémní oddělování tónu (nahrazování jejich částí pauzami), tedy staccato, se značí tečkou nad nebo pod notou, mírnější oddělování (v němž zazní celé tóny), tedy tenuto, zase čárkou nad či pod notou.